# Aphis lugentis
Aphis lugentis är en insektsart som beskrevs av Williams, T.A. 1911. Aphis lugentis ingår i släktet Aphis och familjen långrörsbladlöss. Inga underarter finns listade i Catalogue of Life.